# Palais de la Députation de Pontevedra
Le palais de la députation de Pontevedra, à Pontevedra en Espagne, est le siège de la députation provinciale (conseil départemental) de cette ville galicienne. Il est situé entre l'Alameda de Pontevedra et le parc des Palmiers.

## Histoire
Le Conseil provincial de Pontevedra a été constitué en 1836, le dernier des quatre provinces galiciennes. Pendant des décennies, il a eu son siège dans le couvent désaffecté Saint François, avant de s'installer dans l'actuel Palais de l'avenue Gran Vía de Montero Ríos. C'est dans les années 70 du XIXe siècle que le projet d'un nouveau siège a été entrepris, en raison des coûts élevés de l'entretien du siège du couvent. 
En 1882, Domingo Rodríguez Sesmero, et son fils Alejandro Sesmero ont présenté une proposition pour le nouveau palais de style classique. Cependant, le projet définitif serait différent : il montrerait l'influence du style éclectique et du sens décoratif d'Alejandro Rodríguez-Sesmero en adoptant certains éléments de l'hôtel de ville de Pontevedra. En 1883, le projet est approuvé et les travaux sont attribués, sous la direction de Daniel Rodríguez Vaamonde, qui sera remplacé par Antonio Crespo et Siro Borrajo. En 1884 le Conseil Provincial de Pontevedra a acheté à la Mairie de Pontevedra le terrain où se trouve l'actuel Palais. Les travaux commencent le 1er mars 1884 et se poursuivent jusqu'au 8 novembre 1890.
L'édifice sera spécialement adapté aux besoins de distinction, de symbolisme et de grandiloquence de la fin du XIXe siècle.

## Description
Alejandro Sesmero a conçu un grand palais à usage administratif et a choisi de combiner des éléments d'autres périodes, notamment de l'architecture classique, Renaissance ou baroque.
Le palais appartient au style éclectique avec des éléments et des concepts inspirés de l'architecture française. Il est en pierre, a un plan carré et deux étages. La façade est organisée de façon symétrique, avec un corps central et deux autres latéraux légèrement avancés avec des pierres de taille à bossage à refend continu en tables. Un grand escalier mène à l'entrée principale, qui s'inspire d'un arc de triomphe, avec des arcs en plein cintre, encadrés par des colonnes à cannelures aux chapiteaux ioniques.
L'étage supérieur possède un grand balcon avec une balustrade et trois autres arcs en plein cintre encadrés par des colonnes corinthiennes également à cannelures. Ces colonnes encadrent les fenêtres de la salle noble. Au-dessus il y a trois œils-de-bœuf et un fronton triangulaire sur lequel se trouvent les armoiries de la province de Pontevedra. Dans les angles du bâtiment, les fenêtres sont surmontées de frontons semi-circulaires. Elles sont décorées de linteaux avec des coquilles Saint-Jacques. 
La décoration extérieure, de délicate maçonnerie, est insérée dans les moulures autour des fenêtres à linteaux, et dans les décorations au-dessus des linteaux, avec des volutes, des palmettes et des rocailles.
À l'intérieur, l'escalier monumental et l'éclairage par de grandes lucarnes sur le toit sont remarquables. Au rez-de-chaussée, il y a un hall central sur de grands piliers surmonté d'une grande lucarne et un vitrail avec les armoiries de la province de Pontevedra. La salle plénière est décorée de plâtre d'époque. De matériaux innovants pour l'époque sont utilisés à l'intérieur de l'édifice, tels que le fer dans les lucarnes et la mansarde.

## Galerie de photos

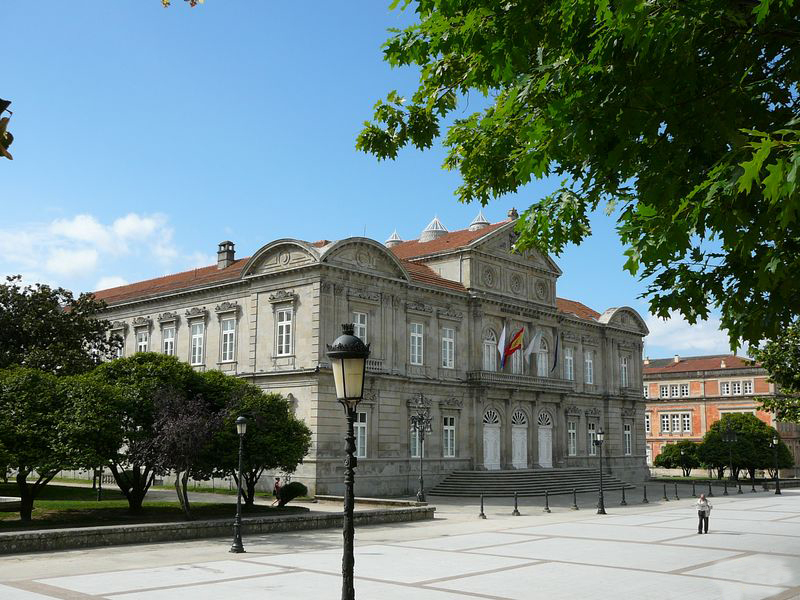
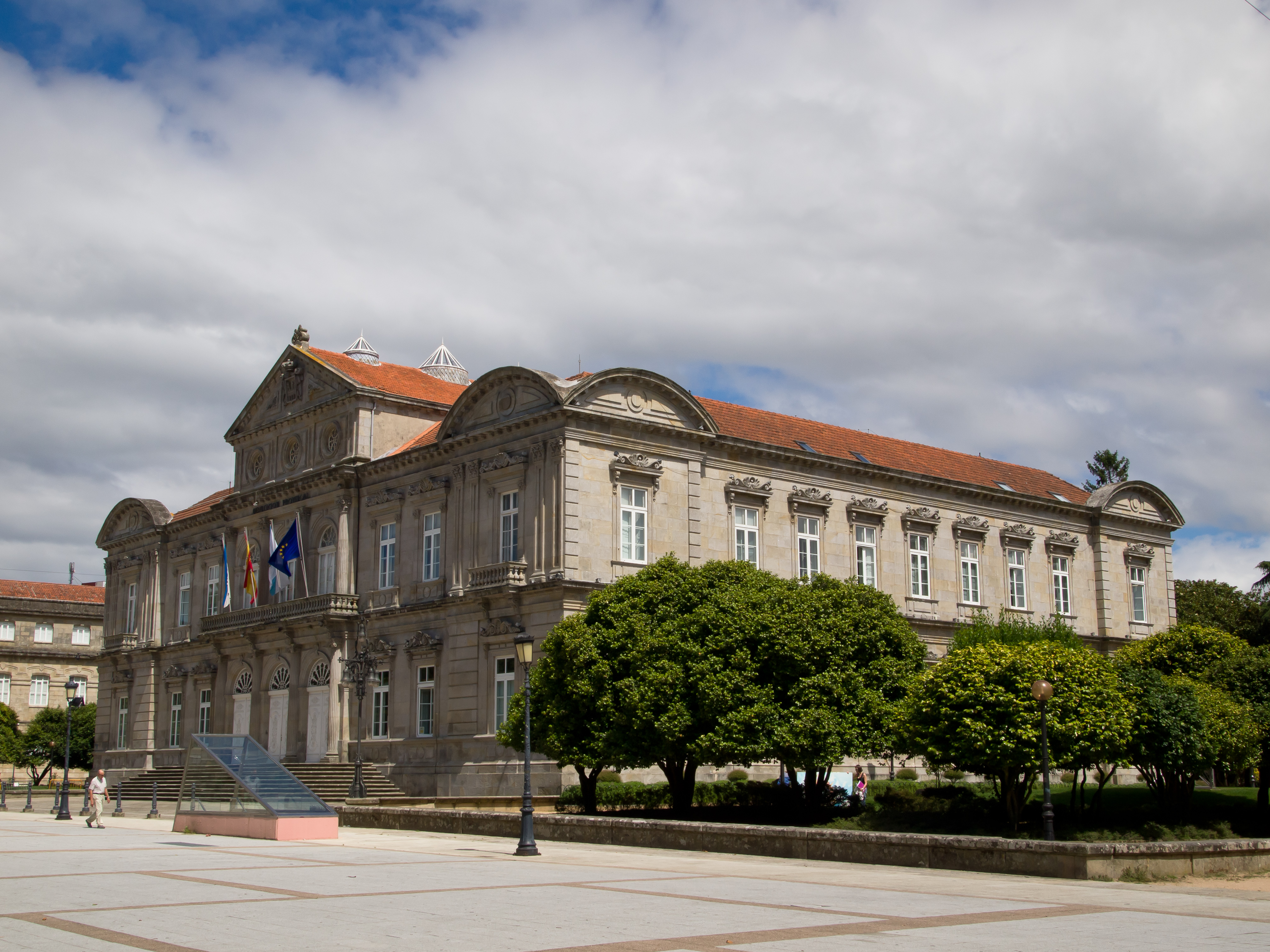
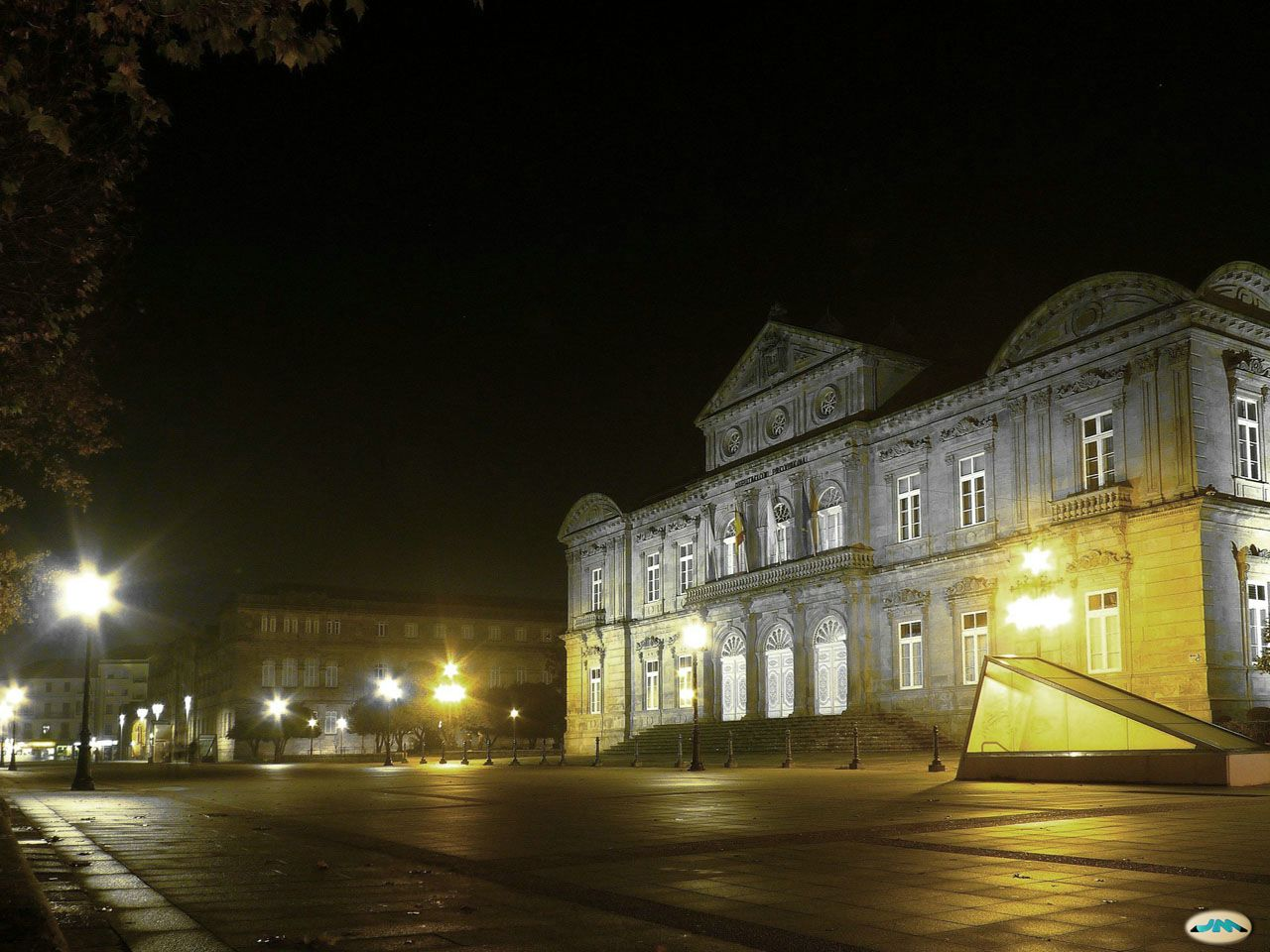
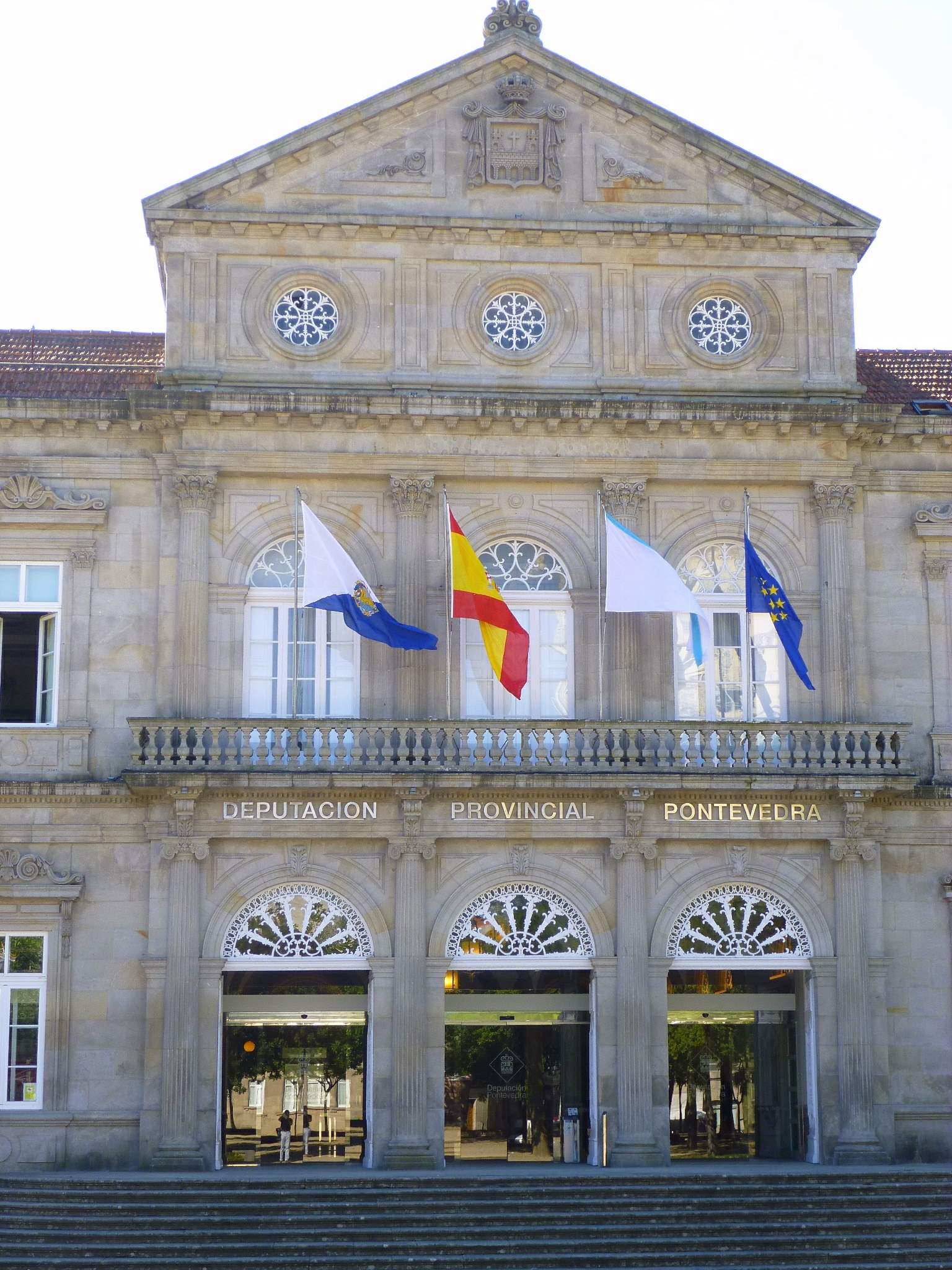
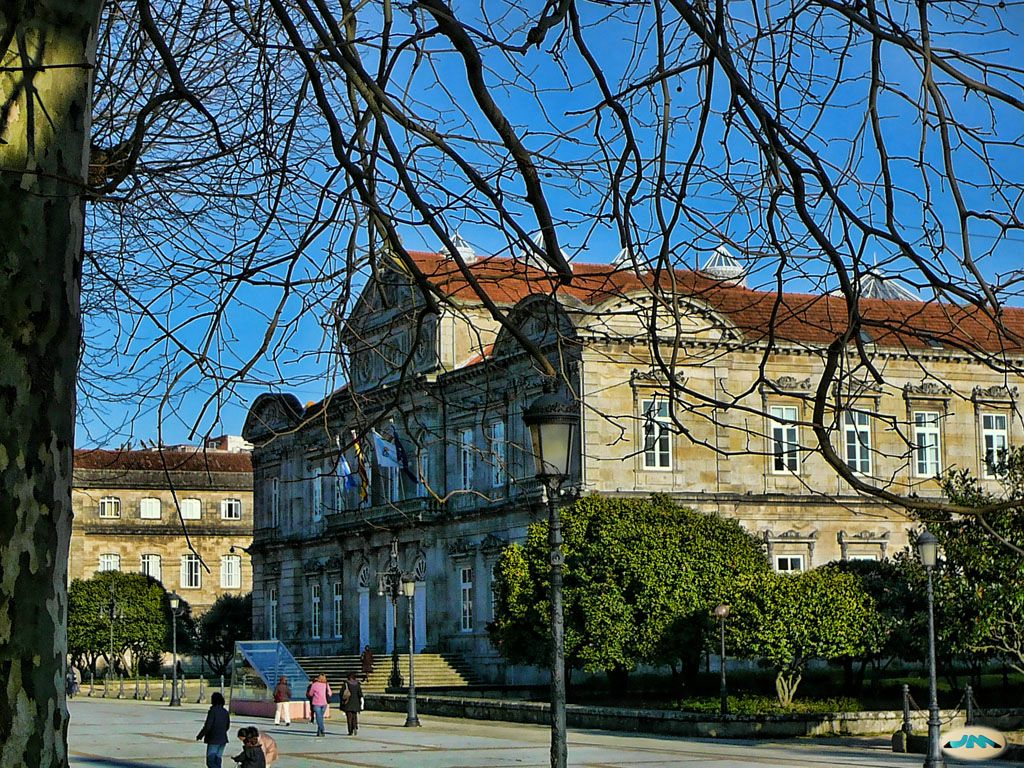
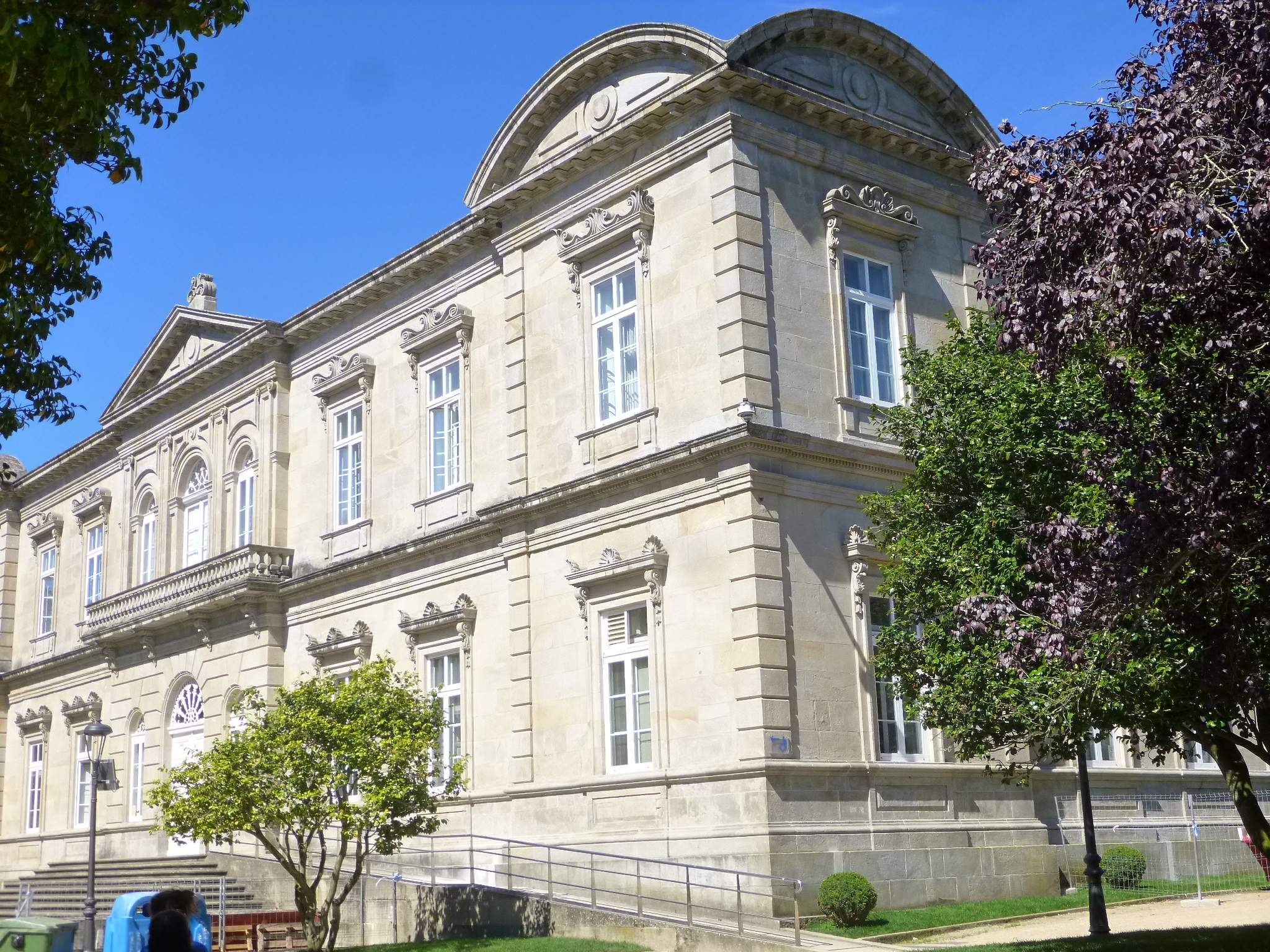
Façade arrière du palais
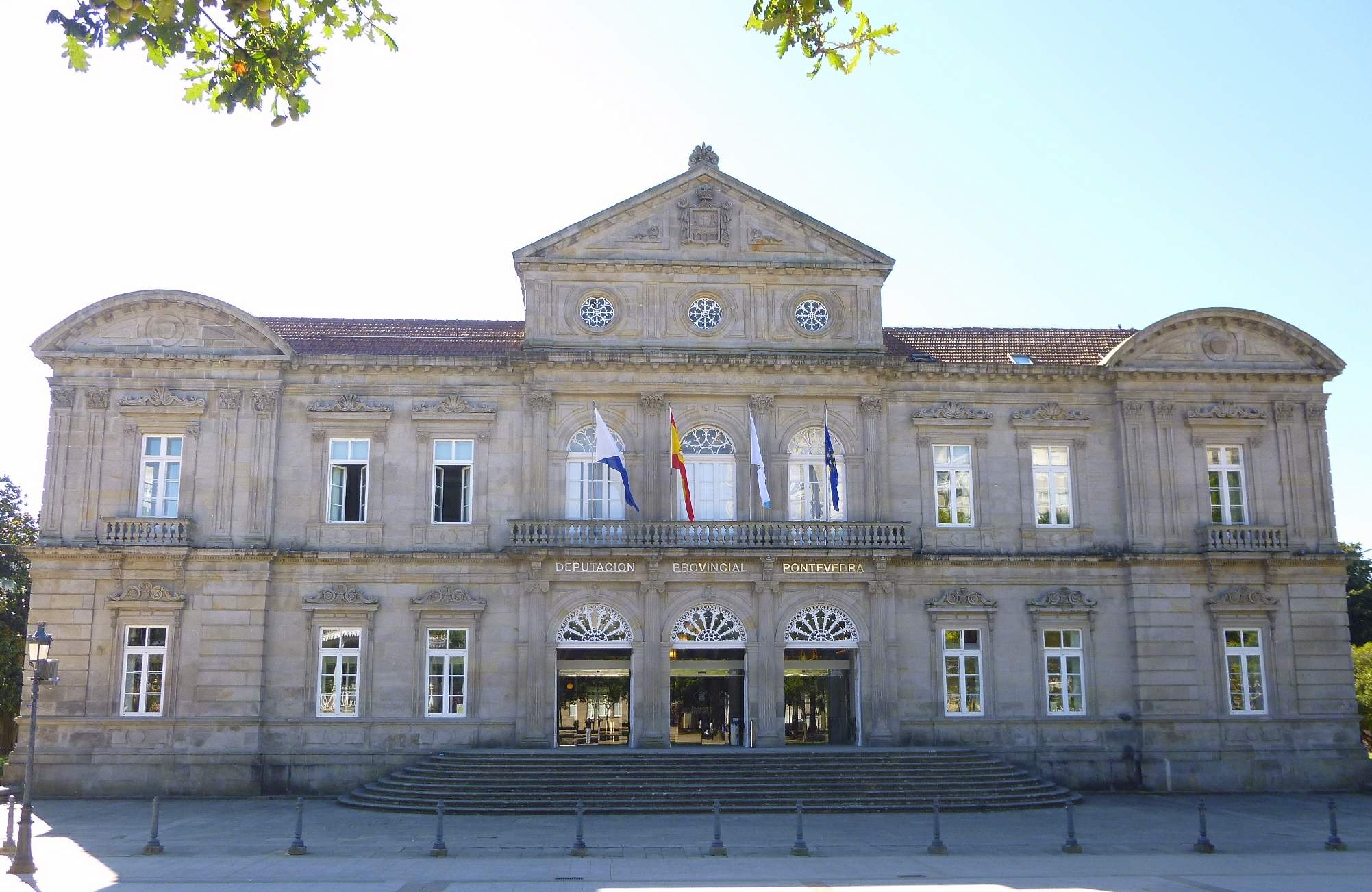
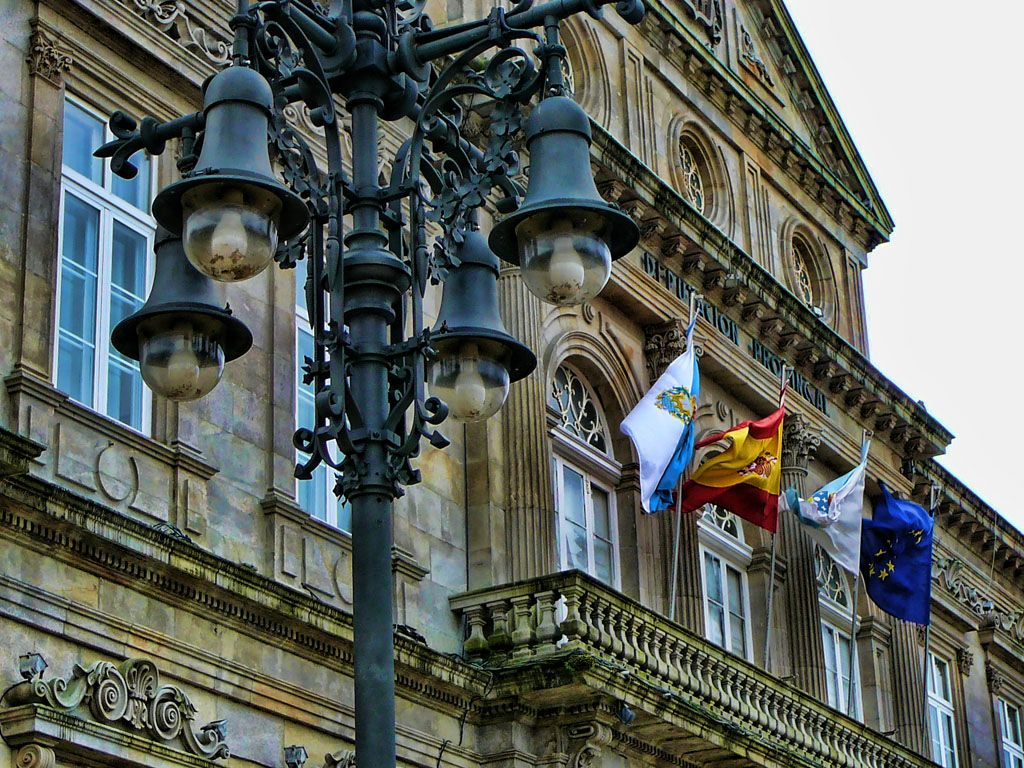
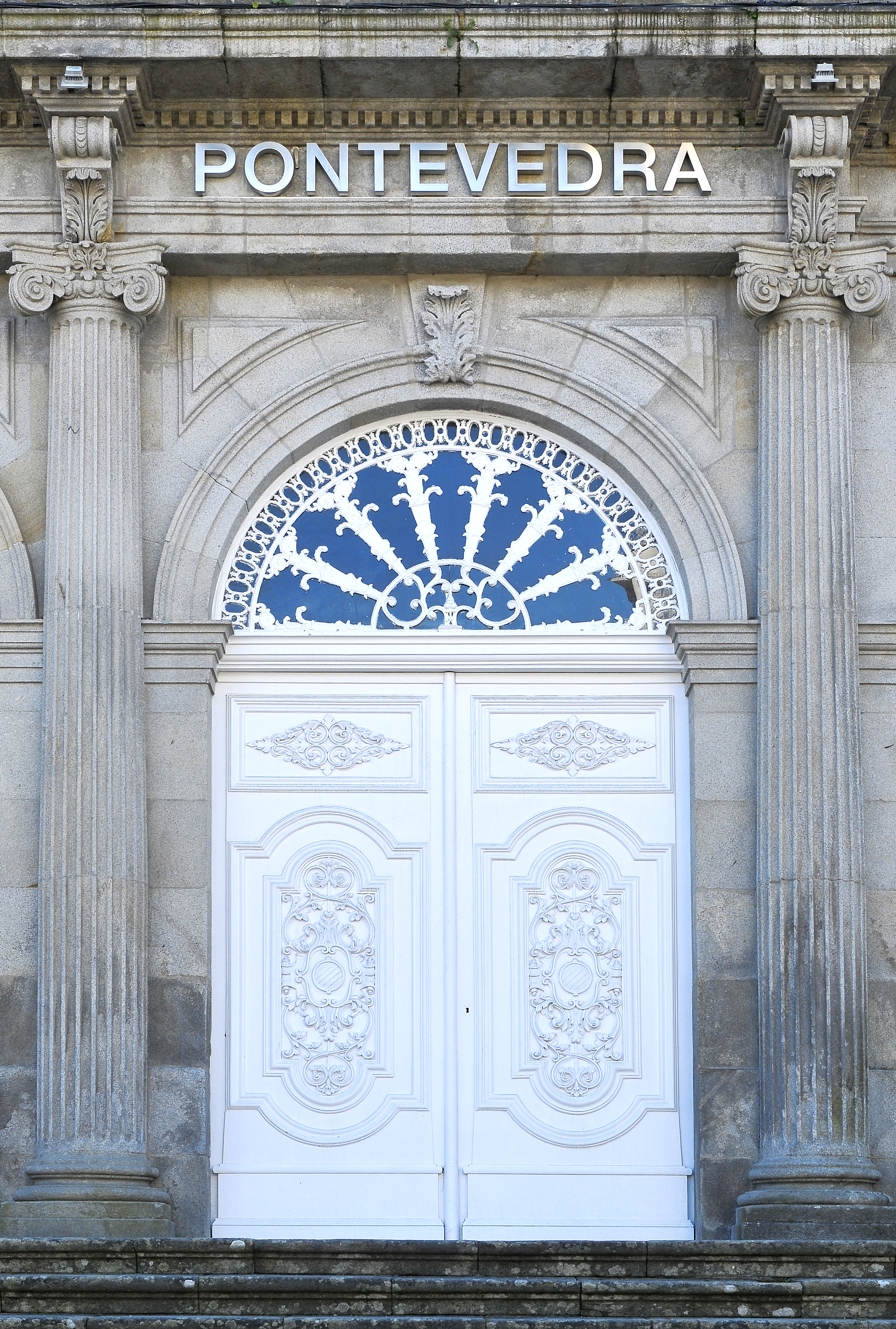
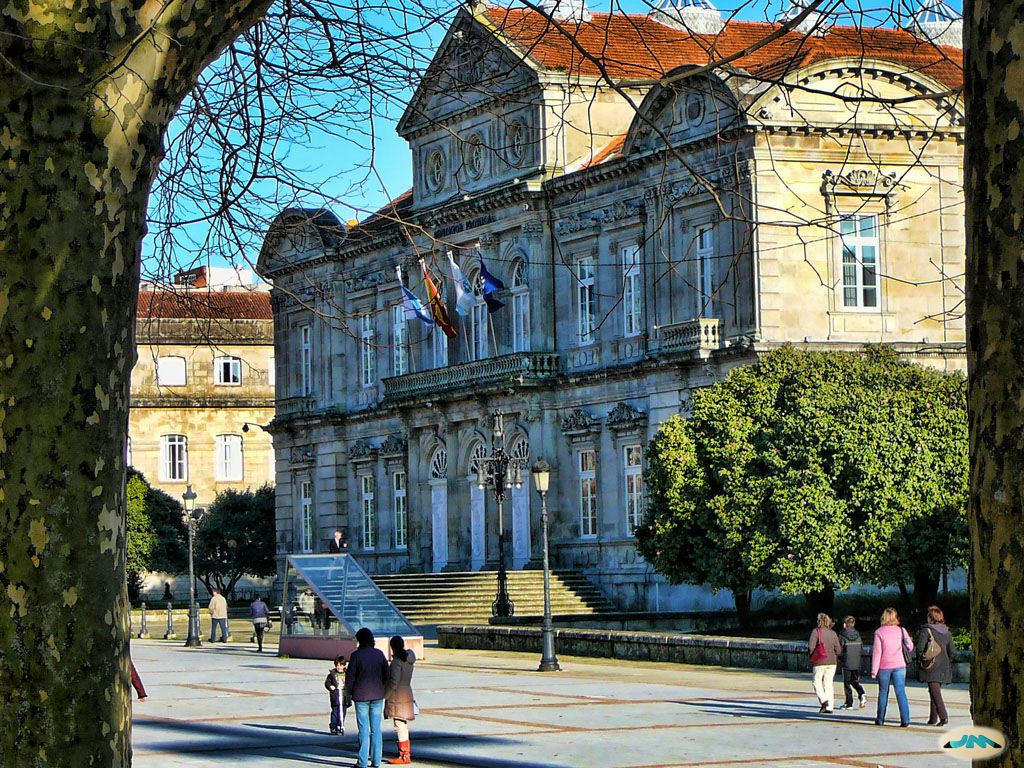
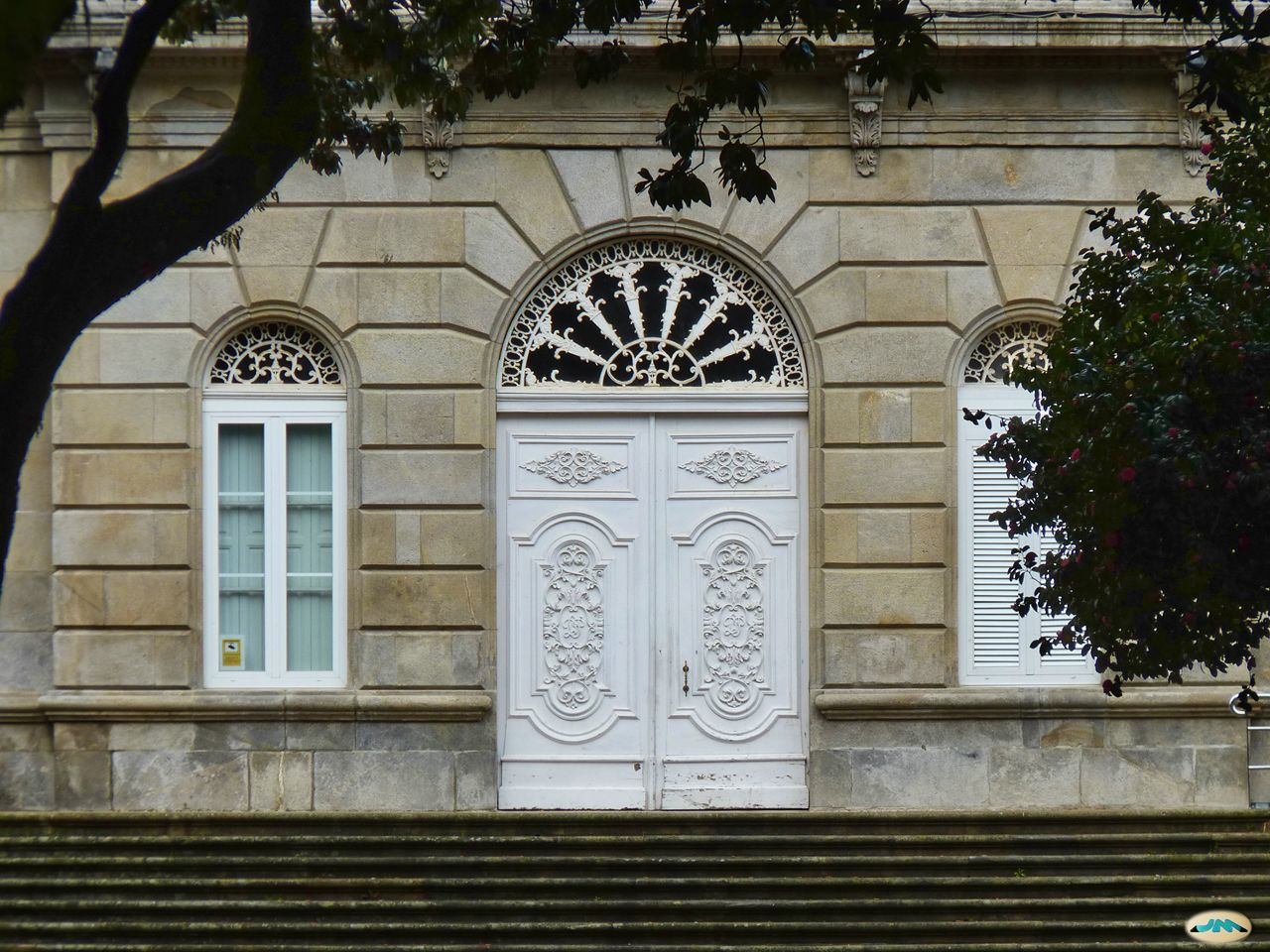
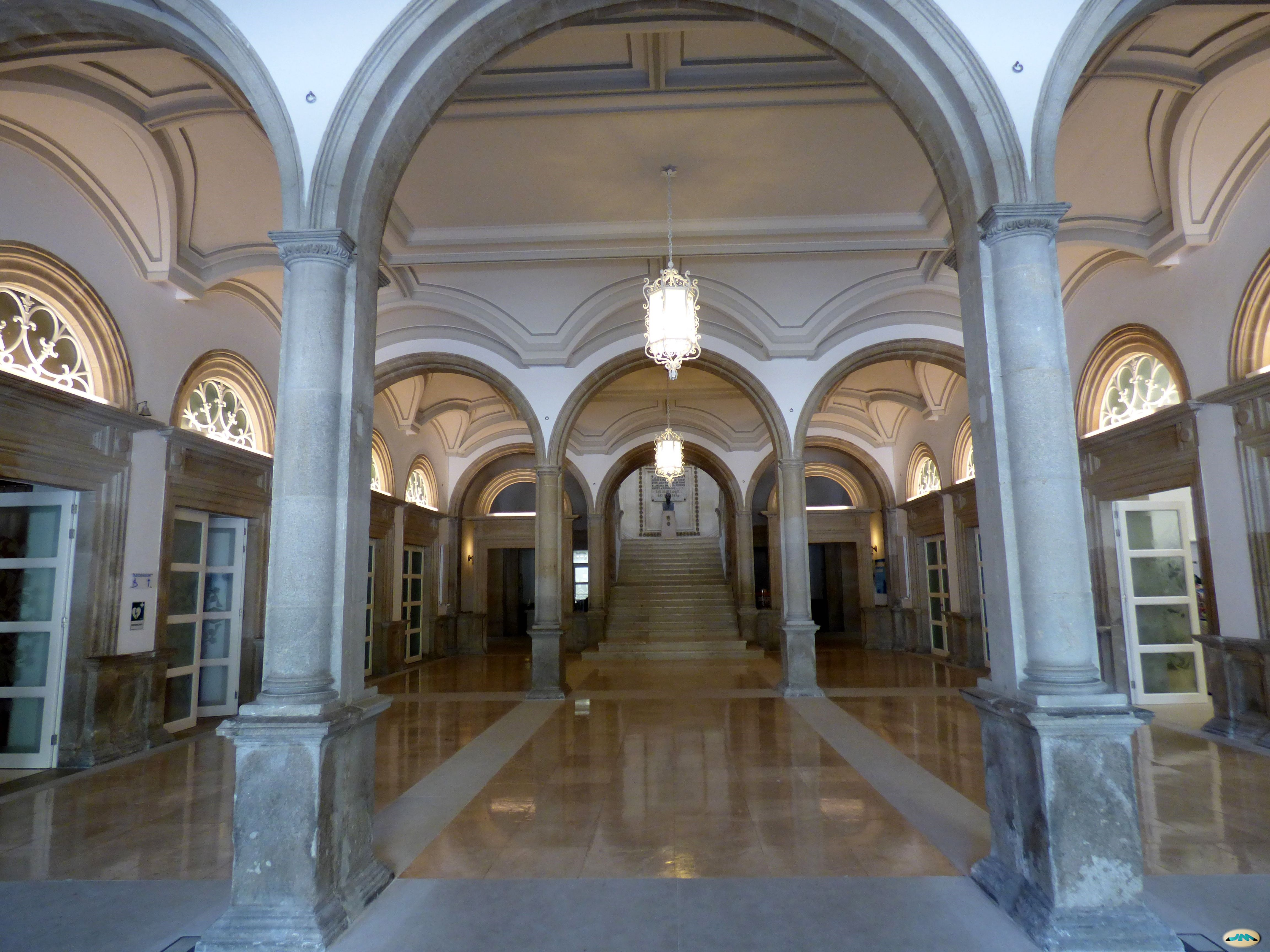
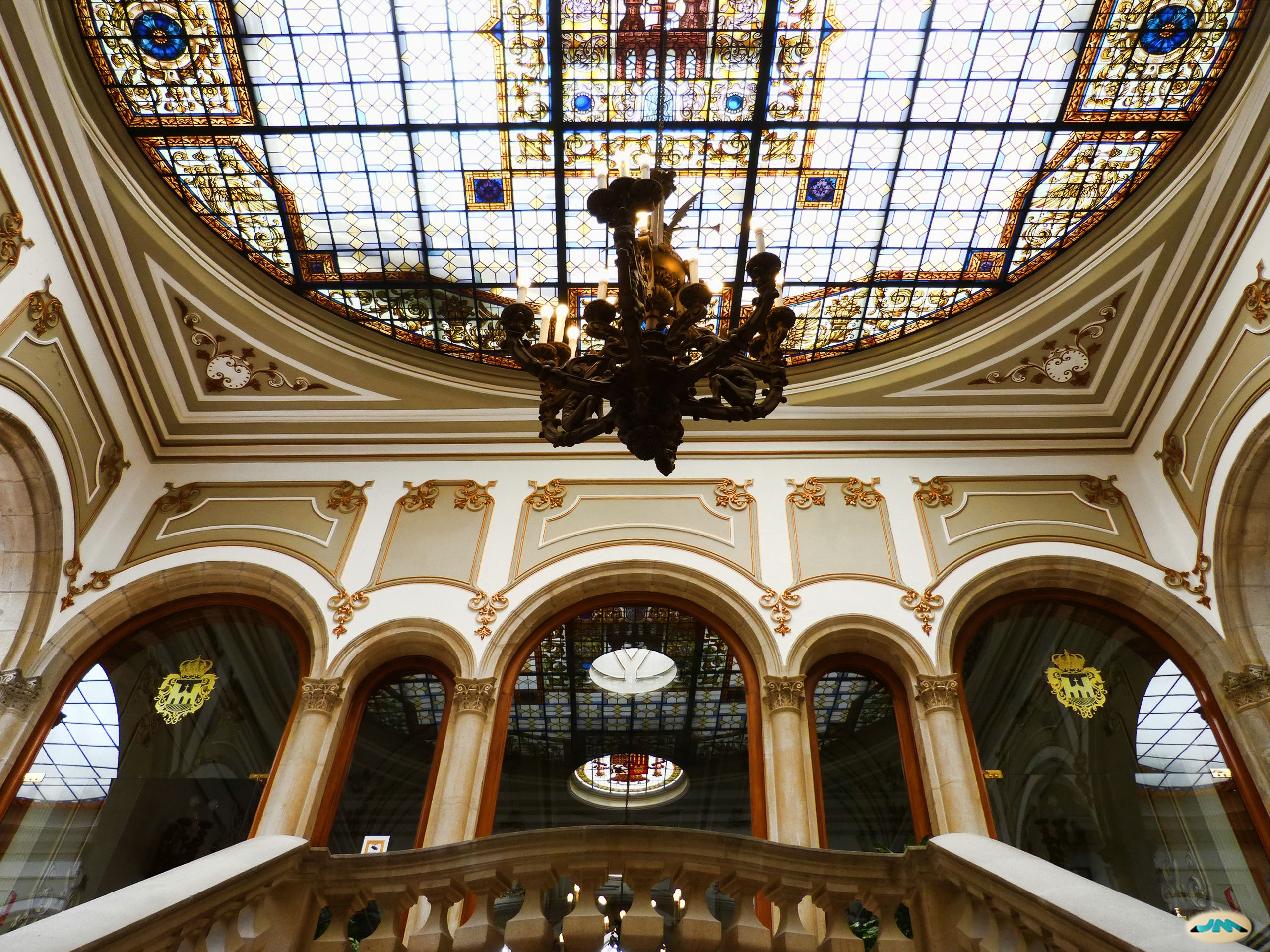
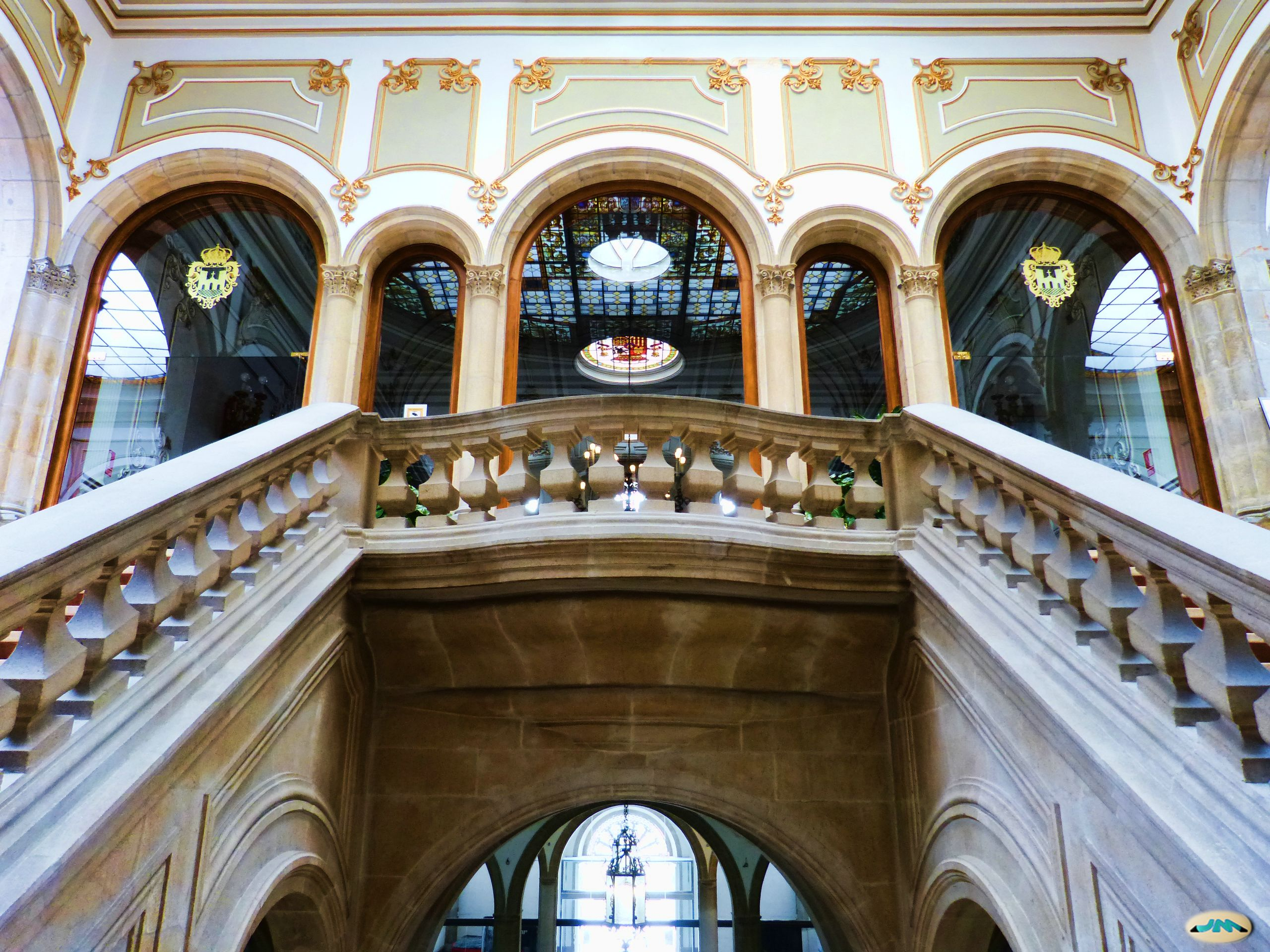
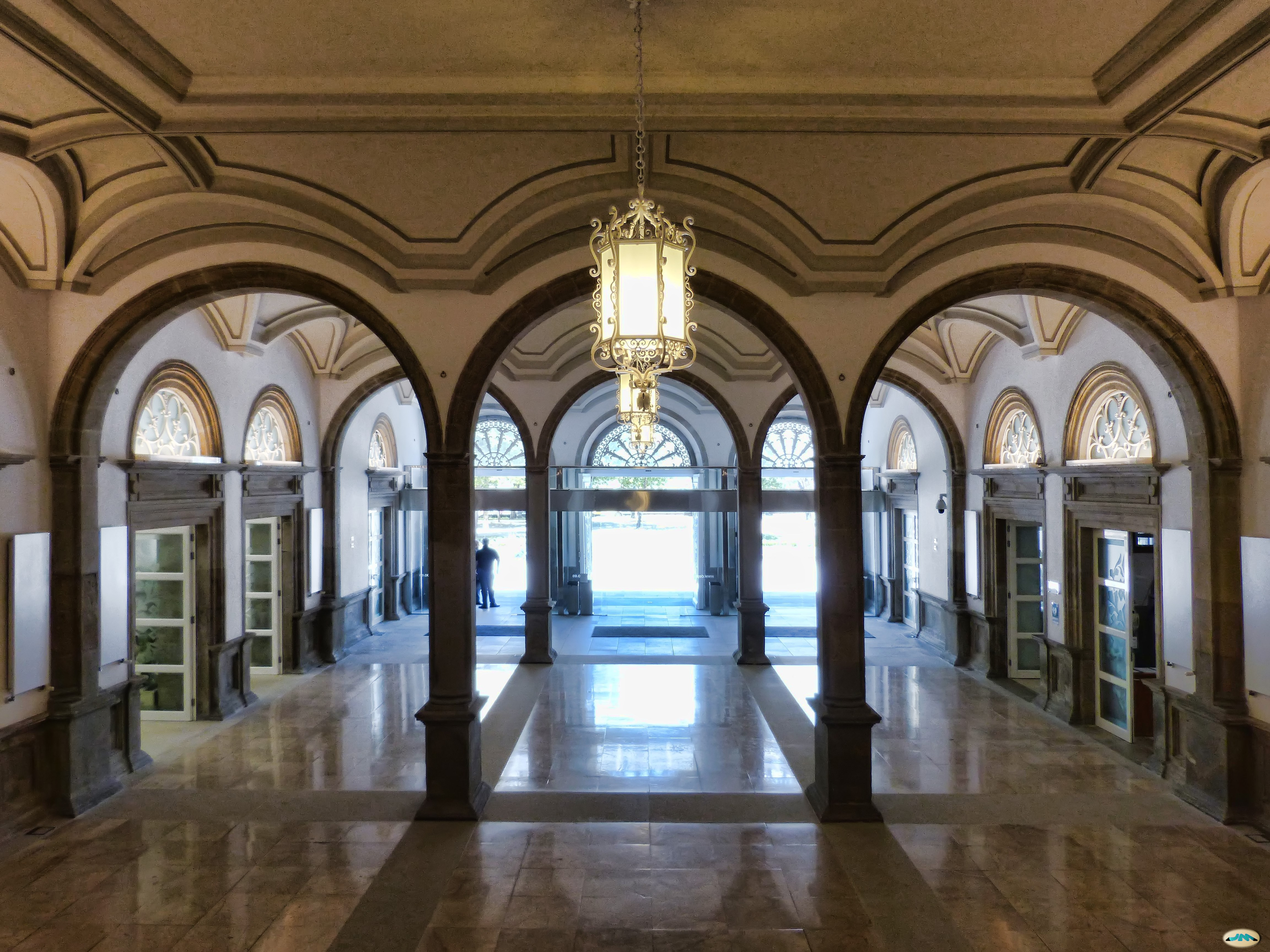
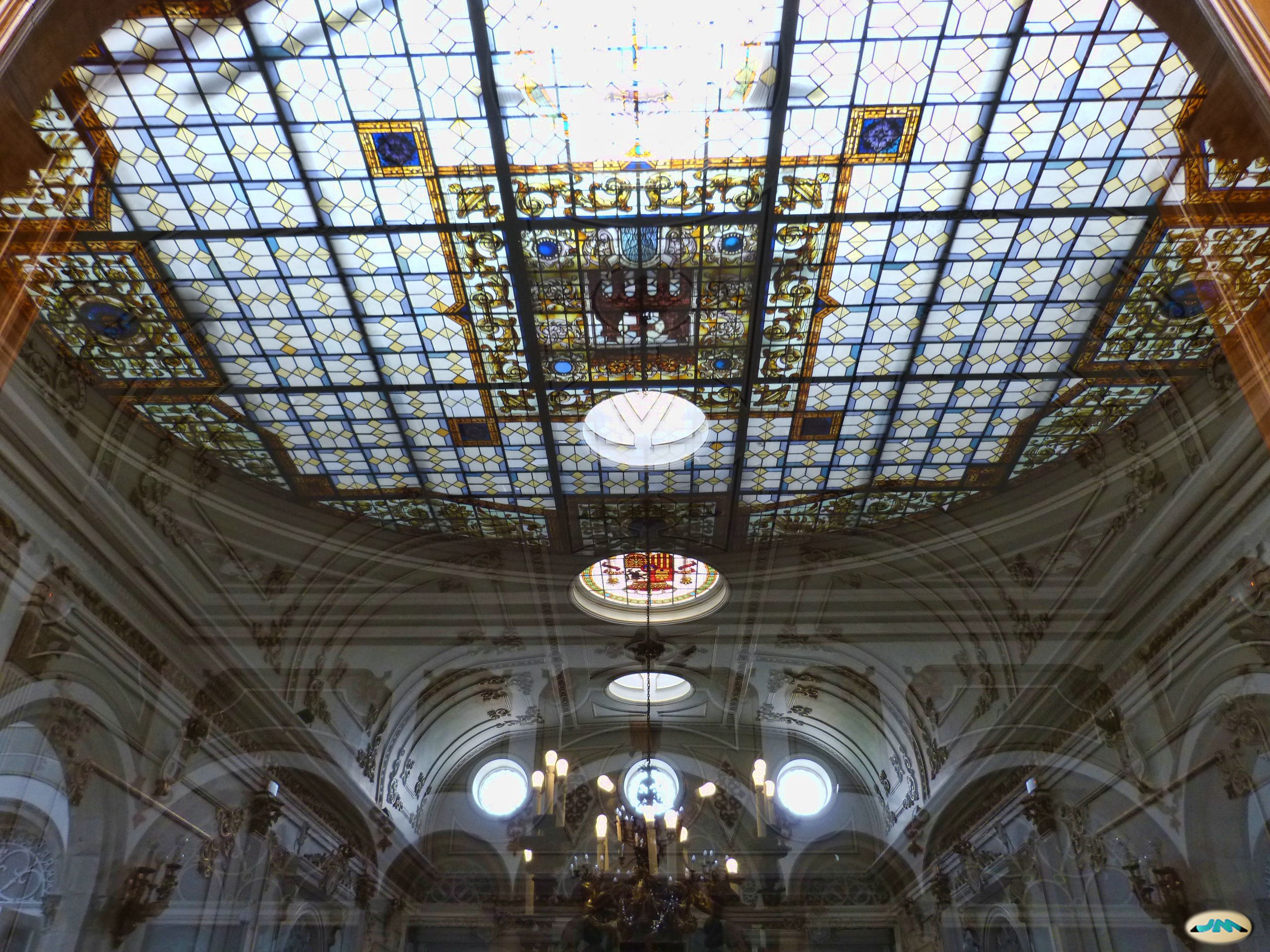
Lucarne et vitrail avec les armoiries de la province de Pontevedra
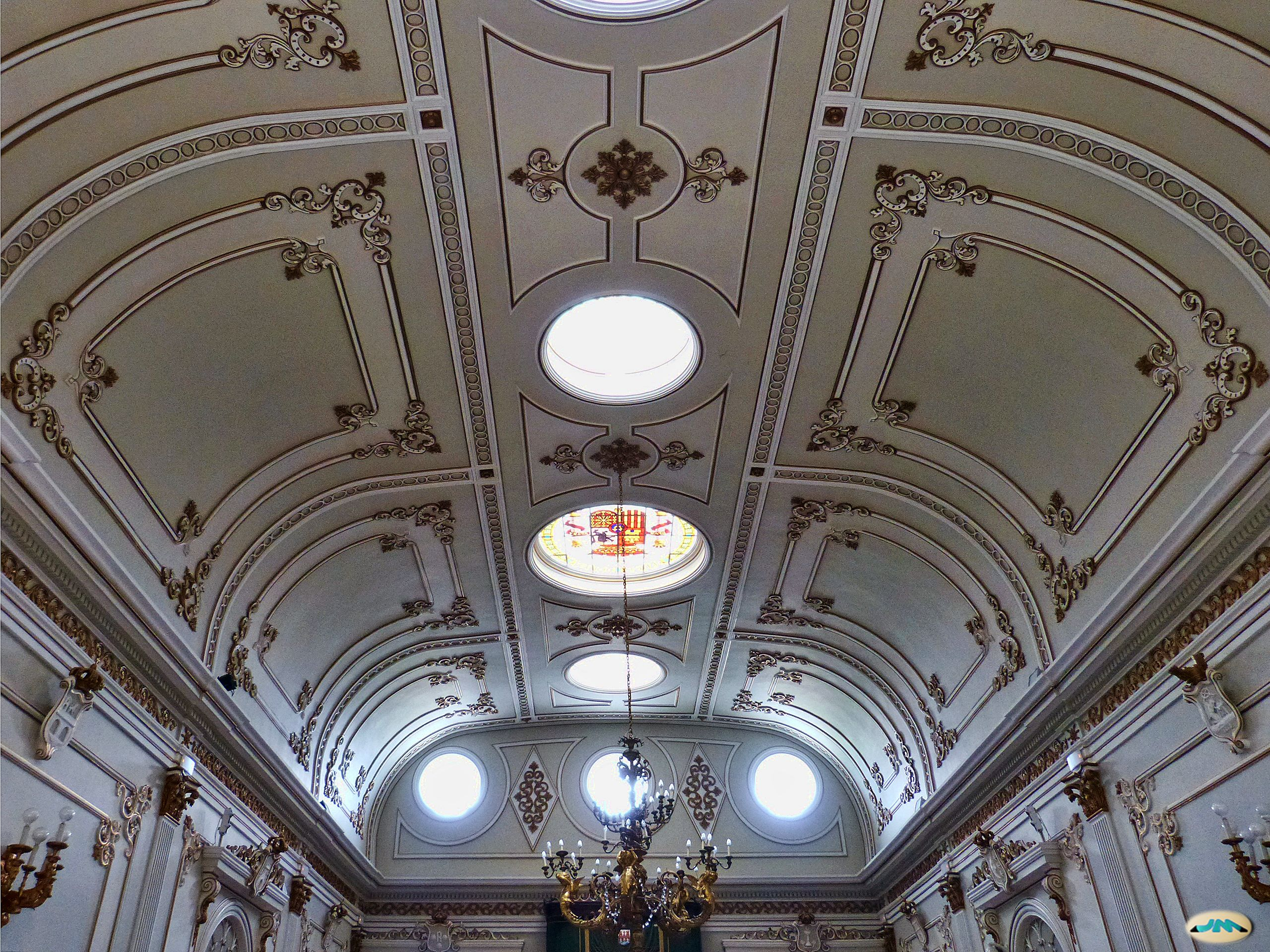